# Sven Ekman
Sven Petrus Ekman, född 31 maj 1876 i Uppsala, död 2 februari 1964 i Uppsala, var en svensk zoolog.
Ekman var son till kyrkoherden Fredrik Ekman och Sofia Ekman, född Svensson. Han blev filosofie kandidat vid Uppsala universitet 1899, filosofie licentiat 1903, filosofie doktor 1904, docent i zoologi vid Uppsala universitet 1904–1909 och 1916–1927, lektor i biologi och kemi i Jönköping 1909–1916, i Uppsala 1916–1927 samt 1927 professor i zoologi vid Uppsala universitet. Han invaldes 1937 i Vetenskapsakademien och i Fysiografiska sällskapet i Lund 1939.
Ekman var från 1905 gift med Frida Bengtsson (1881–1961). De är begravda på Uppsala gamla kyrkogård.